# Vlag van Dinteloord

Dorpsvlag van Dinteloord

De vlag van Dinteloord werd op 30 oktober 1997 vastgesteld door de gemeenteraad van Steenbergen als de dorpsvlag van het Nederlandse dorp Dinteloord. De vlag kan als volgt worden beschreven:
Twee banen; een rode broeking, waarin drie witte schuinkruisjes boven elkaar op ⅙ van de vlaglengte zijn geplaatst en een witte vlucht, in het midden waarvan zich een blauwe jachthoorn beslagen van zilver, rood gemond en gesnoerd, op ⅔ van de vlaglengte bevindt. De schuinkruisjes hebben een hoogte van ¼ van de vlaghoogte, de armen daarvan een breedte van 1/20 van de vlaghoogte. De jachthoorn heeft een hoogte van ⅖ van de vlaghoogte en een lengte van 4/15 van de vlaglengte.
De kleuren en figuren van de vlag zijn ontleend aan het dorpswapen.

## Verwante afbeeldingen

Wapen van Dinteloord

Acht
· Alphen
· Bavel
· Berghem
· Berlicum
· Biest-Houtakker
· Borkel en Schaft
· Chaam
· Cromvoirt
· Cuijk
· Den Dungen
· Dinteloord
· Effen
· Esch
· Galder
· Geeren-Noord
· Gemonde
· Haagse Beemden
· Haaren
· Halsteren
· Helvoirt
· Herpen
· Heusden
· Langenboom
· Leur
· Megen, Haren en Macharen
· Moergestel
· Nieuw-Vossemeer
· Nuland
· Olland
· Orthen
· Princenhage
· Ravenstein
· Rosmalen
· Sint-Michielsgestel
· Sprang
· Steenbergen
· Strijbeek
· Teteringen
· Ulvenhout
· Udenhout
· Velp
· Vierlingsbeek
· Waspik
· Wintelre